# Bomolocha lebonia
Bomolocha lebonia là một loài bướm đêm trong họ Noctuidae.